# Katarzyna Dzierżanowska-Fangrat
Katarzyna Dzierżanowska-Fangrat – polska mikrobiolożka, profesor nauk medycznych i nauk o zdrowiu.

## Życiorys
W 2000 w Instytucie „Pomnik – Centrum Zdrowia Dziecka” obroniła doktorat w dyscyplinie medycyna, specjalność mikrobiologia, Zastosowanie metod opartych na polimerazowej reakcji łańcuchowej do charakterystyki przewlekłych zakażeń wirusami hepatotropowymi HBV i HCV u dzieci (promotor: Kazimierz Madaliński). Tamże w 2008 habilitowała się z nauk medycznych na podstawie pracy Ocena systemowej i miejscowej odpowiedzi immunologicznej na zakażenie Helicobacter pylori u dzieci. W 2019 otrzymała tytuł profesor nauk medycznych i nauk o zdrowiu.
Zawodowo związana z Centrum Zdrowia Dziecka, gdzie kieruje Zakładem Mikrobiologii Klinicznej. Wykładała także jako profesor nadzwyczajna na Wydziale Medycznym Uniwersytetu Rzeszowskiego.
W czerwcu została konsultantem krajowym w dziedzinie mikrobiologii lekarskiej.
W 2012 została odznaczona Srebrnym Krzyżem Zasługi.